# Лоренцо (мультфильм)
Лоренцо (англ. Lorenzo) — американский короткометражный мультфильм, снятый Марком Гэбриелом на студии Walt Disney Animation Studios в 2004 году.

## Признание
Мультфильм был номинирован на премию «Оскар» в номинации «Лучший короткометражный анимационный фильм».

## Сюжет
Толстый и пушистый синий кот ест в витрине креветки, насмехаясь над голодными уличными котами.
Исключением не стал и странного вида чёрный кот с необычайно коротким хвостом. Разозлившись на издевательства синего кота, чёрный накладывает на того проклятие: пушистый хвост синего кота оживает, доставляя хозяину много проблем, из-за чего тот пытается избавиться от него разными способами, например, топит в фонтане, бросает под поезд, пропускает ток с проводов электросети, но хвосту всегда удаётся выкрутиться, из-за чего страдает сам хозяин.
Ближе к финалу снова появляется чёрный кот, который держит в своих зубах нож. Синий кот берет этот нож и снова пытается избавиться от хвоста, но завязывается драка.
Фильм заканчивается эпизодом с сценой, где счастливо танцуют чёрный и синий кота, а также отрезанный хвост синего кота.